# Le Vigen
Le Vigen (tiếng Occitan: Lo Vijan) là một xã của tỉnh Haute-Vienne, thuộc vùng Nouvelle-Aquitaine, miền trung nước Pháp.